# Aéroport d'Aden
L'aéroport international d'Aden est un aéroport international situé à Aden, au Yémen (code IATA : ADE • code OACI : OYAA).
L'aéroport est également une base de la Force Aérienne Yéménite.

## Histoire
L'aéroport a été créé sur l'ancien site de la RAF Khormaksar (en), qui a ouvert en 1917 et a été fermé en 1967. Il a servi par la suite aux forces aériennes soviétiques pendant les années 1970 et 1980. Il est le deuxième plus grand aéroport au Yémen après l'aéroport international de Sanaa. Le nouveau terminal a été construit entre 1983 et 1985 avec une capacité d'un million de passagers par an. En 2000, les constructions de la nouvelle tour de contrôle ont été achevés.

### Guerre civile yéménite
Au cours de la guerre civile yéménite dans la suite de la reprise Houthi au Yémen, la ville d'Aden, y compris son aéroport, sont devenus un champ de bataille. La Bataille de l'Aéroport d'Aden a eu lieu le 19 mars 2015, avec les forces Houthi montant une attaque sur l'aéroport qui a été repoussée par les forces fidèles au Président Abdrabbo Mansour Hadi. Les opérations ont été suspendues pendant des mois en raison des bombardements par la force aérienne royale saoudienne dans le cadre de l'opération Tempête décisive. 
Le 22 juillet 2015, l'aéroport a été déclaré apte pour le service, avec l'atterrissage d'un avion saoudien. Deux jours plus tard, le 24 juillet, deux avions saoudiens ont atterri, transportant le matériel nécessaire à la reprise des opérations, afin de permettre la livraison de l'aide humanitaire au pays assiégé.
Le 26 novembre 2015, l'aéroport rouvre à nouveau brièvement pour le trafic aérien civil après avoir été fermé pendant 10 mois, avec la compagnie Yemenia vol qui arrive à partir de l'aéroport international Reine-Alia d'Amman. Le service a été sporadique, mais à la fin de février 2016 il a été signalé que l'aéroport serait rouvert pour les vols commerciaux après quelques semaines de réparations. 
Le 30 décembre 2020, au moins vingt-cinq personnes sont tuées et plus de cent dix autres blessées lors d’une attaque à l’aéroport, peu après l’arrivée d’un avion transportant des membres du nouveau gouvernement d’union formé quelques jours auparavant.

## Situation
| Ta'izz Socotra Say'un Sana'a Al Ghaydah Aden Ta'izz |

## Compagnies aériennes et destinations
De nombreux vols sont actuellement suspendus.

## Accidents et incidents
- Le 22 février 1972, un Boeing 747-200 assurant le vol 649 de Lufthansa est dérouté vers l'aéroport. Une rançon de 5 millions de dollars est versée pour obtenir la libération des 187 otages qui est effective le lendemain.
- Le 19 mars 1972, le vol 763 d'Egypt Air s'écrase à l'approche d'Aden. Les 30 passagers et membres d'équipage à bord sont tués.
- Le 1er mars 1977, un Douglas C-47 de Alyemda s'écrase dans la mer Rouge, juste après son décollage. Il n'y a aucun survivant parmi les 19 personnes à bord.
- Le 1er avril 1992, un appareil  d'Ethiopian Airlines ; le vol 637 est détourné sur l'aéroport. Le pirate de l'air, un Ethiopien demandeur d'asile, libère les passagers.
- Le 19 mars 2015, plus de 100 personnes sont évacuées d'un avion de la compagnie Yemenia. L'appareil qui devait décoller à destination du Caire en Égypte est pris pour cible, alors que des combats ont lieu pour la conquête de l'aéroport. Un Boeing 747 utilisé comme appareil présidentiel est également touché.